# Интернет в Албании
Интернет в Албании распространён относительно широко, но преимущественно в городах. Интернет-кафе пользуются популярностью в Тиране и начали распространяться за пределами столицы.
Интернет-пользователи:
- 1,3 млн пользователей , 91-е в мире (2009)[1],
- 1,6 млн пользователей, 100-е место в мире; 54,7 % населения, 77-е место в мире (2012)[2][3].

Распространение широкополосного доступа в Интернет началось с 2005 года, но рост был медленным.
- Фиксированный широкополосный доступ: 148 882 абонента (91-е место в мире); 5 % населения, 103-е в мире (2012)[2][4],
- Беспроводной широкополосный доступ: 552 676 абонентов (90-е место в мире); 18,4 % населения, 74-е место в мире (2012)[5],
- Интернет-хостов: 15 528 хостов, 124-е место в мире (2012)[1],
- IPv4: выделено 323 840 адресов (менее 0,05 % от мирового объёма), 3,4 адреса на 1000 человек (2012)[6][7],
- Интернет-провайдеры: 10 провайдеров (2001).

Домен верхнего уровня Албании — .al.
Спутниковый широкополосный Eutelsat используется для обеспечения свободного доступа к Интернету в сельской местности Албании в почтовых отделениях, школах и органах местного самоуправления.

## Интернет-цензура
Конституция Албании предусматривает свободу слова и печати и неприкосновенность жилища и частной жизни, включая переписку по e-mail и общение в Интернет-чатах, и правительство в целом уважает эти запреты на практике.